# دیانا دودوا
دیانا دودوا (انگلیسی: Diana Dudeva؛ زادهٔ ۷ ژوئیهٔ ۱۹۶۸) ژیمناست هنری اهل بلغارستان است.